# Els Fideus
Els Fideus fou un grup de grallers del municipi de Vila-rodona (Alt Camp) format a partir dels anys vint per integrants d'altres colles. El nom del grup prové del renom «Fideu» del graller Anton Ferran Pié que havia format part anteriorment dels Basterons de Vila-rodona i els Nens Xics de Santes Creus.
A finals de la dècada dels anys deu, en Pau Ventura i Boada, el pal de paller dels Nens Xics, deixà el grup, de manera que aquells que hi havien tocat referen la colla cap al 1920 amb el nom dels Fideus de Vila-rodona. A part de l'Anton Ferran, que donava nom al grup, la colla estava formada per un altre membre dels Nens Xics: Ignasi Cunillera i Valldosera d'Aiguamúrcia (gralla) i dos antics membres dels Basterons: en Llorenç Ferrando i Pons (gralla) i en Josep Miquel i Figuerola (timbal).
A principis de la dècada dels trenta, morí Ignasi Cunillera i Jacint Plana i Plana de Puigpelat entrà a la colla com a substitut del timbaler Josep Miquel. Més tard, ja cap als anys quaranta, la colla havia patit molts canvis i ja només hi quedava l’Anton Ferran. Aquest estava acompanyat per Joan Ferrer i Mestre («Jan de Puigpelat») a la gralla i l’Aleix Armengol i Alegret («Barber») de Vilabella al timbal.
Als darrers anys de la colla, Joan Ferrer i Mestre («Jan de Puigpelat») —que també tocà en grups com els Casimiros o els Felius— anà agafant més pes a la colla i cada vegada se'ls conegué més per la colla de Puigpelat. Cal tenir en compte que ens trobem en un moment de decadència del món graller, de manera que era més habitual que els grallers s'ajuntessin de manera esporàdica en funció de les necessitats en comptes de formar colles fixes.